# Zavattariornis stresemanni
La urraquita de Stresemann (Zavattariornis stresemanni) es una especie de ave paseriforme de la familia Corvidae endémica del sur de Etiopía. Es la única especie del género Zavattariornis. Es algo más grande que la urraca azul de América del Norte, aunque con un color gris azulado claro que se torna casi blanco en su frente. Su garganta y pecho son color blanquecino y sus alas y la cola son color negro lustroso. Estas plumas negras tienen los bordes pardos. Su iris es marrón y su ojo se encuentra rodeado por una banda de piel desnuda de color azul brillante. Sus patas y pico son negras.
Esta especie habita una zona bastante limitada, se encuentra confinada al sector donde hay acacias en el sur de Etiopía cerca de Yavello (Javello), Mega, y Arero. Se desconoce por qué no habita en zonas aledañas que parece poseen las características requeridas por esta especie.
Se alimenta principalmente de insectos, formando pequeñas bandadas. La reproducción por lo general comienza en marzo, cuando las aves construyen sus nidos en la zona superior de un árbol de acacia. Por lo general ponen de cinco a seis huevos color crema con pintas color lila. El nido posee forma globular con una entrada tubular en su parte superior. Es posible que además de los padres el nido sea visitado por jóvenes de nidadas previas que prestan ayuda para criar los pichones.